# Sergio Vergazzola
Sergio Vergazzola (Fezzano, 10 dicembre 1924 – La Spezia, 12 gennaio 2004) è stato un calciatore e allenatore di calcio italiano, di ruolo attaccante.

## Carriera
Alla ripresa dei campionati dopo la seconda guerra mondiale, gioca con lo Spezia nel campionato ligure di Prima Divisione. Debutta in Serie B nella stagione 1946-1947, sempre con gli spezzini, disputando due gare.
Nel 1948 passa al Pisa, con cui disputa due campionati di Serie B totalizzando 72 presenze e 27 reti.
In seguito gioca ancora in Serie B con il Venezia per due anni, con 43 presenze e 22 reti all'attivo, e con il Lanerossi Vicenza per un altro biennio, in cui mette a segno 9 gol in 35 partite.
Nel 1954 si trasferisce al Marsala dove gioca per quattro anni in IV Serie, mettendo a segno 43 reti in totale e raggiungendo la promozione in Serie C al termine della stagione 1957-1958.

## Palmarès

### Giocatore

#### Competizioni nazionali
- IV Serie: 1

Marsala: 1956-1957 (girone H)

### Allenatore

#### Competizioni nazionali
- Campionato italiano Serie D: 1

Casertana: 1962-1963 (girone F)